# Schmidtenbrunnenbach
Der Schmidtenbrunnenbach ist ein etwa 2,3 km langer, nördlicher und linker Zufluss der Donau im baden-württembergischen Landkreis Sigmaringen.

## Name
Der Name wird in verschiedenen Quellen in unterschiedlichen Schreibweisen angegeben. Dabei wird die Variante Schmidtenbrunnenbach häufiger genutzt. Das AWGN bezeichnet den Bach als Schmiedenbrunnenbach. In den historischen Gemarkungsplänen wird er gar als Schmiedtenbrunnenbach bezeichnet.

## Geographie

### Verlauf

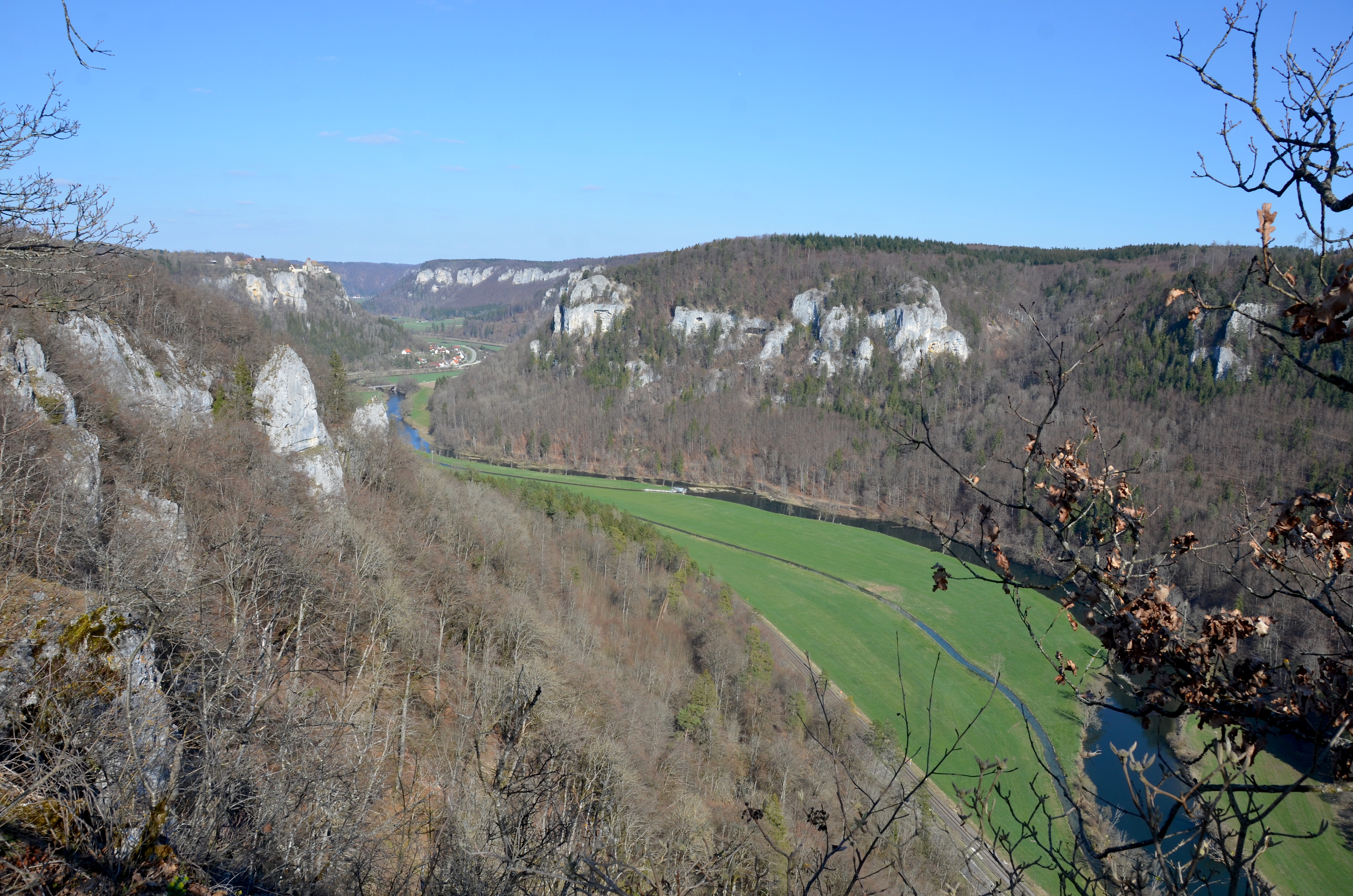
Der Schmidtenbrunnenbach (links) fließt vollständig im Talgrund des Donautals

Der Schmidtenbrunnenbach entspringt auf einer Höhe von 611 m ü. NHN im gefassten und eingehausten Großschmiedenbrunnen auf der Gemarkung von Irndorf unmittelbar an der Gemeindegrenze zu Beuron. Die Karstquelle liegt unterhalb des Eichfelsen direkt nördlich der L 277.
Der Bach unterquert zunächst die Landesstraße 277. Auf der gesamten Fließstrecke fließt er kanalisiert durch den Talgrund des Donautals mehr oder weniger parallel zur Donau. Beim Talhof kreuzt er den Lauf des Finstertalbachs, der hier verdolt unter dem Schmidtenbrunnenbach hindurchgeführt wird. Unterhalb des Talhofs unterquert er die Trasse der Donautalbahn und fließt dann zwischen Bahntrasse und Landesstraße bis kurz vor den Ort Langenbrunn. Damit liegt sein Bachlauf auf den letzten 500 m seiner Fließstrecke am weitesten von der Donau als Mündungsgewässer entfernt. Etwa 200 Meter vor der Mündung zweigt zunächst der Schmiedenbrunnenkanal ab, der Hauptlauf durchfließt einen Weiher und mündet kurz darauf auf einer Höhe von 596 m ü. NHN von links und Norden in die Donau.
Der 2,3 km lange Lauf des Schmidtenbrunnenbachs endet etwa 15 Höhenmeter unterhalb seiner Quelle, er hat somit ein mittleres Sohlgefälle von etwa 6,6 ‰.

### Einzugsgebiet
Das Einzugsgebiet ist rund 3,8 km² groß und gehört naturräumlich zur Hohen Schwabenalb und zum Oberen Donautal. Sein höchster Punkt liegt im Norden im Gewann Hüttenbrunnen südlich von Schwenningen auf 866 m ü. NHN. Das Einzugsgebiet ist durch das Einzugsgebiet des kreuzenden Finstertalbachs zweigeteilt. Im Übrigen grenzt es an die Einzugsgebiete weiterer kleinerer Donauzuflüsse und das der Donau selbst.

## Naturschutz und Schutzgebiete
Der Schmidtenbrunnenbach fließt auf der gesamten Länge durch das Landschaftsschutzgebiet Donau- und Schmeiental, das FFH-Gebiet Oberes Donautal zwischen Beuron und Sigmaringen und das Vogelschutzgebiet Südwestalb und Oberes Donautal.

### LUBW
Amtliche Online-Gewässerkarte mit passendem Ausschnitt und den hier benutzten Layern: Lauf und Einzugsgebiet des Schmidtenbrunnenbachs

Allgemeiner Einstieg ohne Voreinstellungen und Layer: Daten- und Kartendienst der Landesanstalt für Umwelt Baden-Württemberg (LUBW) (Hinweise)
1. 1 2 3  Höhe ermittelt über WPS-Prozess (Geländehöhe).
2. ↑  Länge nach dem Layer Gewässernetz (AWGN).
3. ↑  Einzugsgebiet nach dem Layer Basiseinzugsgebiet (AWGN).
4. ↑  Schutzgebiete nach den einschlägigen Layern, Natur teilweise nach dem Layer Biotop.

### Andere Belege
1. ↑  Nach dem Layer Historische Gemarkungspläne (Baden) in der Kartenbasierte Suche auf LeoBW
2. ↑  Friedrich Huttenlocher: Geographische Landesaufnahme: Die naturräumlichen Einheiten auf Blatt 178 Sigmaringen. Bundesanstalt für Landeskunde, Bad Godesberg 1959. → Online-Karte (PDF; 4,3 MB)